# Classique Dunkerque 2025
La Classique Dunkerque 2025, prima edizione della corsa, valida come evento dell'UCI ProSeries 2025 categoria 1.Pro, si svolse il 13 maggio 2025 su un percorso di 193,5 km, con partenza da Dunkerque ed arrivo a Lens, in Francia. La vittoria fu appannaggio del tedesco Pascal Ackermann, il quale completò il percorso in 4h14'55" alla media di 45,544 km/h, precedendo l'eritreo Biniam Girmay e l'italiano Alberto Dainese.
Al traguardo 149 ciclisti, dei 163 accreditati alla partenza, portarono a termine la competizione.

## Squadre e ciclisti partecipanti
| N.      | Cod. | Squadra                    |
| ------- | ---- | -------------------------- |
| 1-7     | DAT  | Decathlon AG2R La Mondiale |
| 11-16   | ARK  | Arkéa-B&B Hotels           |
| 21-27   | XAT  | XDS Astana Team            |
| 31-37   | COF  | Cofidis                    |
| 41-47   | GFC  | Groupama-FDJ               |
| 51-57   | TPP  | Team Picnic PostNL         |
| 61-67   | IGD  | Ineos Grenadiers           |
| 71-77   | SOQ  | Soudal Quick-Step          |
| 81-87   | MOV  | Movistar Team              |
| 91-97   | TVL  | Team Visma-Lease a Bike    |
| 101-107 | CJR  | Caja Rural-Seguros RGA     |
| 111-117 | RKT  | Unibet Tietema Rockets     |

| N.      | Cod. | Squadra                    |
| ------- | ---- | -------------------------- |
| 121-127 | TEN  | TotalEnergies              |
| 131-137 | TUD  | Tudor Pro Cycling Team     |
| 141-147 | UXM  | Uno-X Mobility             |
| 151-157 | LOT  | Lotto                      |
| 161-167 | IPT  | Israel-Premier Tech        |
| 171-177 | WB2  | Wagner Bazin WB            |
| 181-187 | EUS  | Euskaltel-Euskadi          |
| 191-196 | VRR  | Van Rysel-Roubaix          |
| 201-206 | UCN  | CIC-U-Nantes               |
| 211-217 | NMC  | Nice Métropole Côte d'Azur |
| 221-227 | AUB  | St Michel-Pr.Home-Auber93  |
| 231-237 | IWA  | Intermarché-Wanty          |

## Ordine d'arrivo (Top 10)
| Pos. | Corridore            | Squadra       | Tempo    |
| ---- | -------------------- | ------------- | -------- |
| 1    | Pascal Ackermann     | Israel        | 4h14'55" |
| 2    | Biniam Girmay        | Intermarché   | s.t.     |
| 3    | Alberto Dainese      | Tudor         | s.t.     |
| 4    | Arnaud Démare        | Arkéa         | s.t.     |
| 5    | Bryan Coquard        | Cofidis       | s.t.     |
| 6    | Cees Bol             | XDS           | s.t.     |
| 7    | Tobias Lund Andresen | Picnic        | s.t.     |
| 8    | Émilien Jeannière    | TotalEnergies | s.t.     |
| 9    | Matthew Walls        | Groupama      | s.t.     |
| 10   | Jon Aberasturi       | Euskaltel     | s.t.     |